# Lycaeides ismenias
Lycaeides ismenias är en fjärilsart som beskrevs av Johann Wilhelm Meigen 1829. Lycaeides ismenias ingår i släktet Lycaeides och familjen juvelvingar. Inga underarter finns listade i Catalogue of Life.